# Big Buck Bunny
Big Buck Bunny (кодовое имя Peach) — короткий анимационный фильм Blender Institute, части Blender Foundation.

## История
Так же как и предыдущий фильм фонда Elephants Dream, этот фильм был сделан с использованием свободного программного обеспечения. Работы начались в октябре 2007 и фильм был представлен 10 апреля 2008 в Амстердаме.
Фильм распространяется на условиях лицензии Creative Commons Attribution версии 3.0.

## Предназначение
Фильм создан, в первую очередь, с целью улучшения Blender и демонстрации его возможностей, и имеет незамысловатый сюжет, который некоторые критиковали за элементы жестокости.

## Кадры из фильма

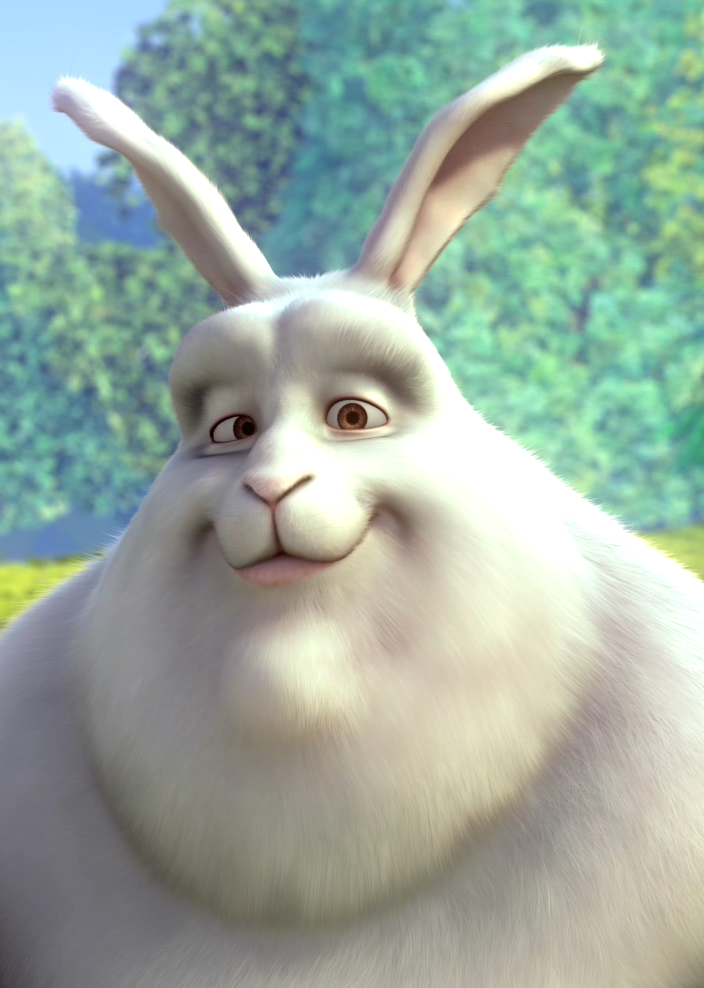
Кролик или JC (прозвище, данное создателями)
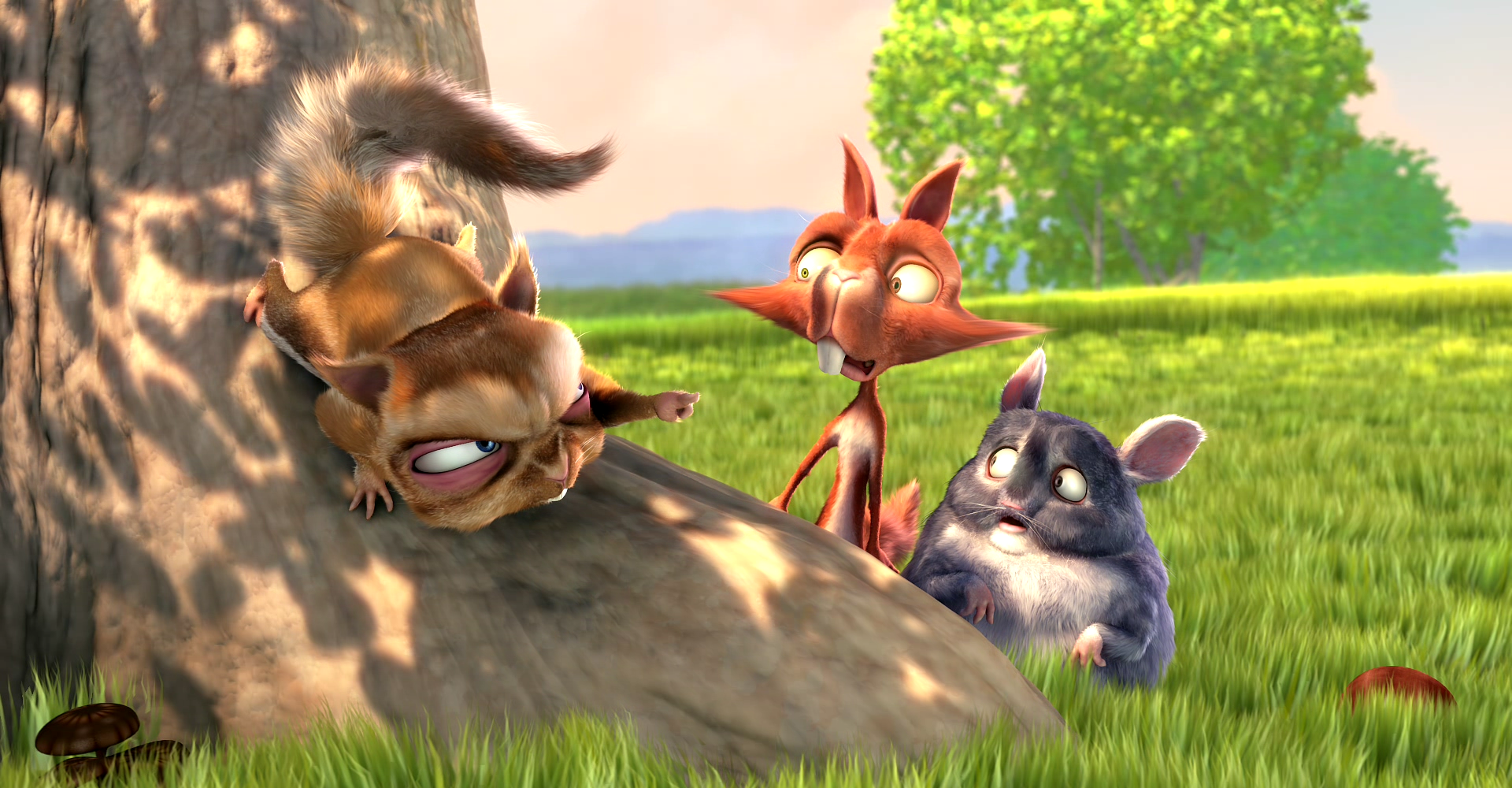
Фрэнк, Ринки и Гамера (слева направо)
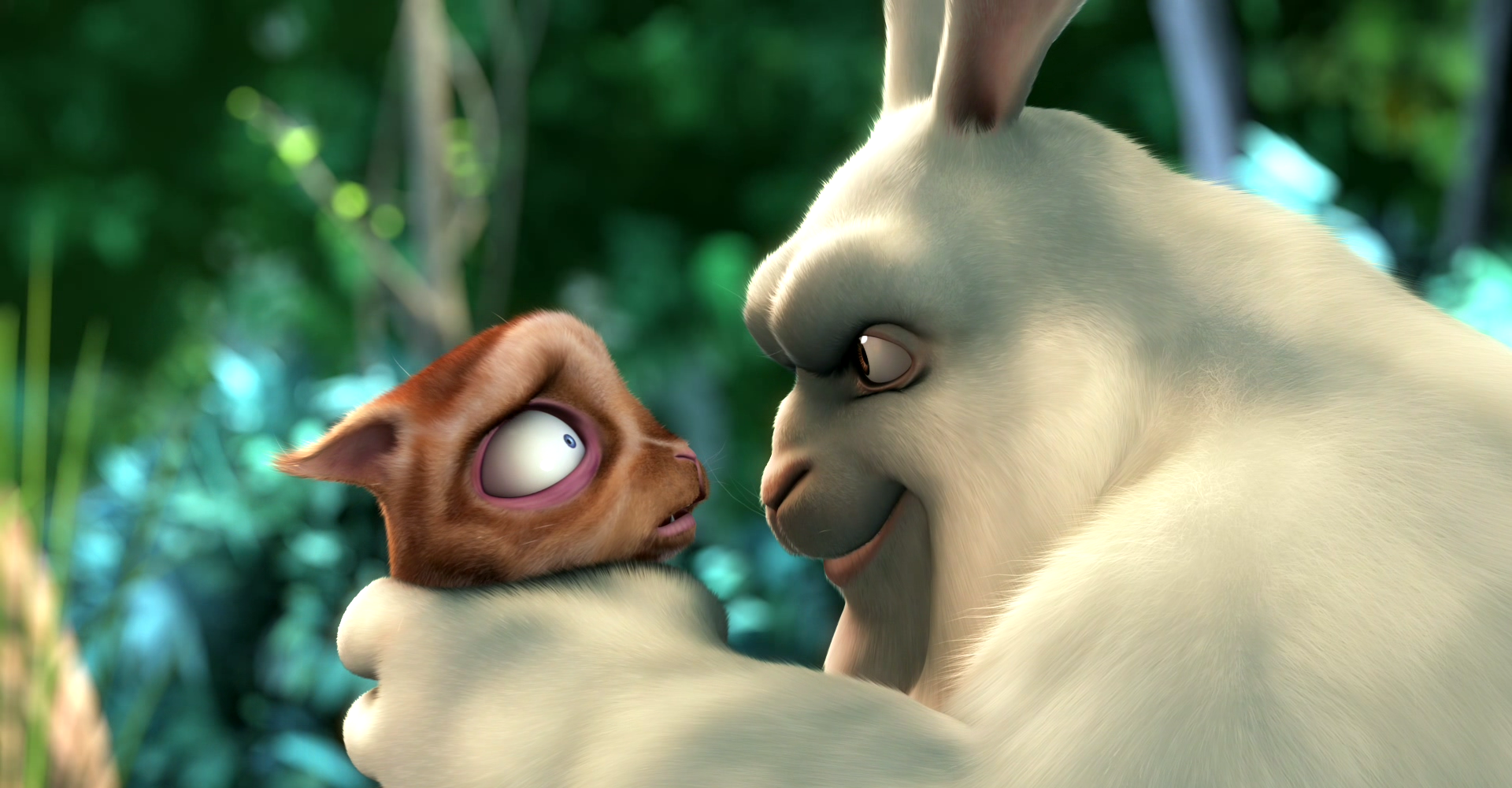
Кролик поймал Фрэнка
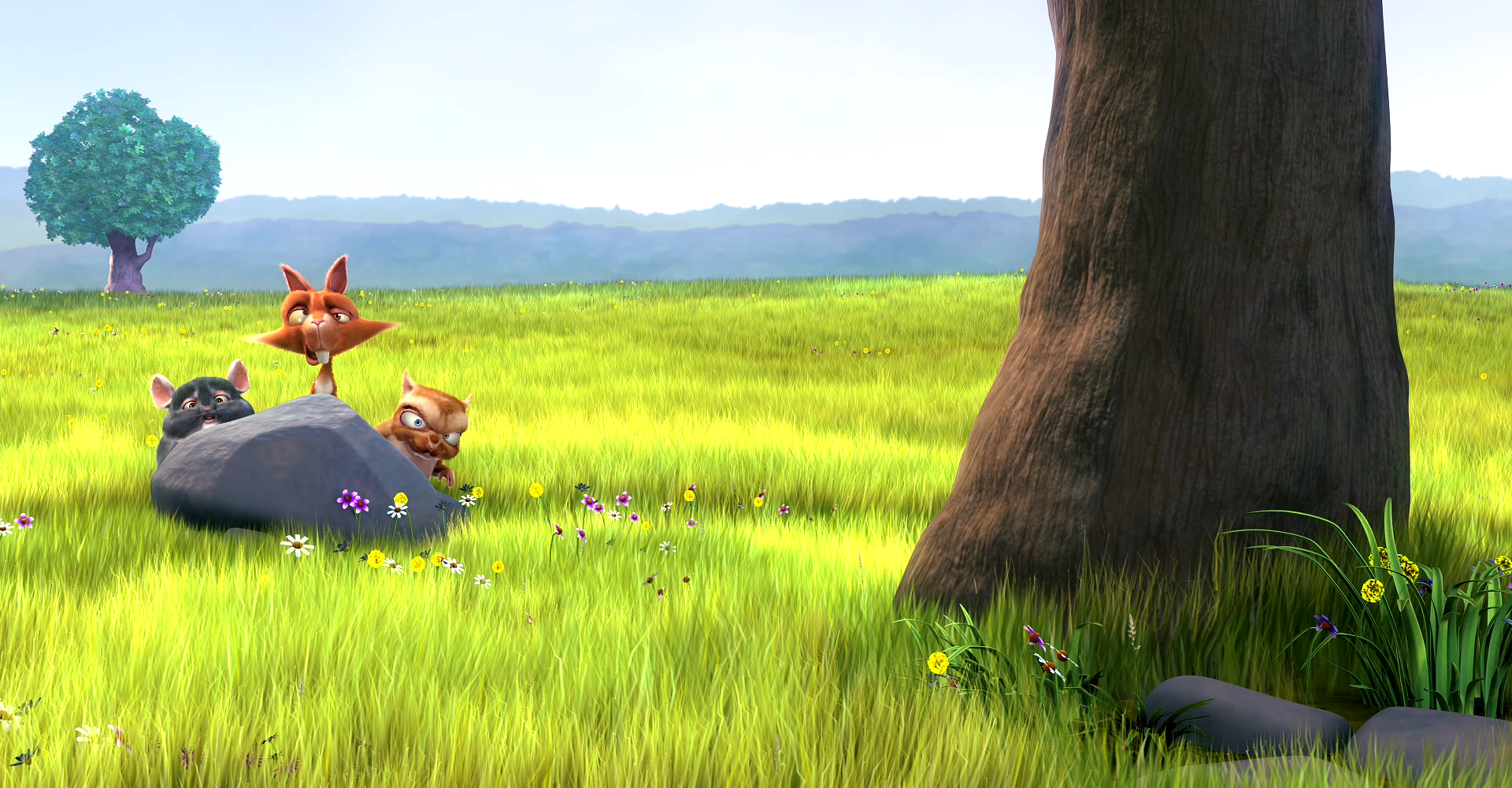
Ландшафт